# 弧前
弧前（英語：forearc）是指海沟和火山弧之间的区域。包括增生楔和弧前盆地。弧前区位于会聚边缘。在俯冲过程中，下降大洋板块中的水和其他挥发物导致上地幔部分熔融，产生岩浆上升并穿透上覆板块，形成火山弧。 下行板块的重量使下行板块弯曲，形成海沟。
从海沟到火山弧，岩石的变质程度會增加。在火山弧前区，变质程度最高可達到藍片岩和榴辉岩变质程度。這些弧前岩石被仰冲到大陸板块，就形成蛇绿岩套。
随着板块汇聚，當一塊海洋板块完全消失在俯冲带時，就導致大陸和大陸或島弧和大陸碰撞，造成造山运动。